# Unité urbaine de Toulouse
L'unité urbaine de Toulouse désigne, selon l'Insee, l'ensemble des communes ayant une continuité de bâti autour de la ville de Toulouse. Cette unité urbaine, ou agglomération dans le langage courant, regroupe 1 081 726 habitants en 2022 dans 81 communes sur une superficie de 957,5 km2. Elle est la 4e agglomération la plus peuplée de France, derrière celles de Paris, Lyon et Marseille, devant Lille et Bordeaux.

## Données générales
Dans sa délimitation 2020, l'unité urbaine de Toulouse comporte 81 communes, dont 79 dans le département de la Haute-Garonne et 2 dans le département de Tarn-et-Garonne.
Elle est, depuis 2021, la 4e unité urbaine de France, après les unités urbaines de Paris, Lyon et Marseille - Aix-en-Provence, et devant celles de Lille, Bordeaux et Nice.
C'est également l'unité urbaine la plus peuplée de la région Occitanie. Elle précède ainsi l'unité urbaine de Montpellier, l'unité urbaine de Perpignan et l'unité urbaine de Nîmes.

## Composition 2020 de l'unité urbaine

Agglomérations de plus de 100000 habitants en France en 2022.

En 2020, l'Insee définit un nouveau zonage des unités urbaines. La nouvelle unité urbaine de Toulouse comprend désormais 81 communes, se décomposant en : 70 communes de l'ancienne unité urbaine de Toulouse, deux de l'ancienne unité urbaine de Bouloc, deux de l'ancienne unité urbaine de Fonsorbes et quatre de l'ancienne unité urbaine de Castelnau-d'Estrétefonds, ainsi que les communes de Saubens, Vacquiers et Mondouzil. Par ailleurs, trois communes ne font plus partie de l'unité urbaine : Auzielle, Pin-Balma et Lauzerville, soit 8 communes de plus.
Dans cette délimitation, la population de 2022 est de 1 081 726 habitants.
Depuis 2020, deux communes faisant partie de l'unité urbaine sont situées hors du département de la Haute-Garonne. Il s'agit des communes de Pompignan et de Grisolles, toutes deux situées dans le département de Tarn-et-Garonne.

### Liste des 81 communes appartenant à l'unité urbaine de Toulouse
Voici la liste des 81 communes faisant partie de l'unité urbaine de Toulouse selon la nouvelle délimitation de 2020 et sa population municipale (liste établie par ordre alphabétique) :
| Nom                      | Code Insee | Département     | Statut       | Superficie (km2) | Population (dernière pop. légale) | Densité (hab./km2) | Modifier                                    |
| ------------------------ | ---------- | --------------- | ------------ | ---------------- | --------------------------------- | ------------------ | ------------------------------------------- |
| Toulouse (ville-centre)  | 31555      | Haute-Garonne   | ville-centre | 118,30           | 511 684 (2022)                    | 4 325              | modifier les données · modifier les données |
| Aucamville               | 31022      | Haute-Garonne   | banlieue     | 3,96             | 9 578 (2022)                      | 2 419              | modifier les données · modifier les données |
| Aussonne                 | 31032      | Haute-Garonne   | banlieue     | 13,76            | 7 731 (2022)                      | 562                | modifier les données · modifier les données |
| Auzeville-Tolosane       | 31035      | Haute-Garonne   | banlieue     | 6,66             | 4 451 (2022)                      | 668                | modifier les données · modifier les données |
| Balma                    | 31044      | Haute-Garonne   | banlieue     | 16,59            | 17 431 (2022)                     | 1 051              | modifier les données · modifier les données |
| Beaupuy                  | 31053      | Haute-Garonne   | banlieue     | 5,84             | 1 225 (2022)                      | 210                | modifier les données · modifier les données |
| Beauzelle                | 31056      | Haute-Garonne   | banlieue     | 4,42             | 8 184 (2022)                      | 1 852              | modifier les données · modifier les données |
| Belberaud                | 31057      | Haute-Garonne   | banlieue     | 7,47             | 1 528 (2022)                      | 205                | modifier les données · modifier les données |
| Blagnac                  | 31069      | Haute-Garonne   | banlieue     | 16,88            | 27 314 (2022)                     | 1 618              | modifier les données · modifier les données |
| Bouloc                   | 31079      | Haute-Garonne   | banlieue     | 18,55            | 4 655 (2022)                      | 251                | modifier les données · modifier les données |
| Brax                     | 31088      | Haute-Garonne   | banlieue     | 4,42             | 2 938 (2022)                      | 665                | modifier les données · modifier les données |
| Bruguières               | 31091      | Haute-Garonne   | banlieue     | 9,03             | 5 908 (2022)                      | 654                | modifier les données · modifier les données |
| Castanet-Tolosan         | 31113      | Haute-Garonne   | banlieue     | 8,22             | 15 264 (2022)                     | 1 857              | modifier les données · modifier les données |
| Castelginest             | 31116      | Haute-Garonne   | banlieue     | 8,11             | 11 033 (2022)                     | 1 360              | modifier les données · modifier les données |
| Castelmaurou             | 31117      | Haute-Garonne   | banlieue     | 16,77            | 4 491 (2022)                      | 268                | modifier les données · modifier les données |
| Castelnau-d'Estrétefonds | 31118      | Haute-Garonne   | banlieue     | 28,32            | 6 915 (2022)                      | 244                | modifier les données · modifier les données |
| Cépet                    | 31136      | Haute-Garonne   | banlieue     | 7,11             | 2 325 (2022)                      | 327                | modifier les données · modifier les données |
| Colomiers                | 31149      | Haute-Garonne   | banlieue     | 20,83            | 40 916 (2022)                     | 1 964              | modifier les données · modifier les données |
| Cornebarrieu             | 31150      | Haute-Garonne   | banlieue     | 18,70            | 8 571 (2022)                      | 458                | modifier les données · modifier les données |
| Cugnaux                  | 31157      | Haute-Garonne   | banlieue     | 13,01            | 20 239 (2022)                     | 1 556              | modifier les données · modifier les données |
| Daux                     | 31160      | Haute-Garonne   | banlieue     | 16,88            | 2 575 (2022)                      | 153                | modifier les données · modifier les données |
| Deyme                    | 31161      | Haute-Garonne   | banlieue     | 7,05             | 1 412 (2022)                      | 200                | modifier les données · modifier les données |
| Eaunes                   | 31165      | Haute-Garonne   | banlieue     | 14,95            | 6 525 (2022)                      | 436                | modifier les données · modifier les données |
| Escalquens               | 31169      | Haute-Garonne   | banlieue     | 8,42             | 6 990 (2022)                      | 830                | modifier les données · modifier les données |
| Fenouillet               | 31182      | Haute-Garonne   | banlieue     | 9,51             | 5 727 (2022)                      | 602                | modifier les données · modifier les données |
| Fonbeauzard              | 31186      | Haute-Garonne   | banlieue     | 1,32             | 3 086 (2022)                      | 2 338              | modifier les données · modifier les données |
| Fonsorbes                | 31187      | Haute-Garonne   | banlieue     | 19,03            | 13 048 (2022)                     | 686                | modifier les données · modifier les données |
| Fontenilles              | 31188      | Haute-Garonne   | banlieue     | 20,22            | 5 869 (2022)                      | 290                | modifier les données · modifier les données |
| Frouzins                 | 31203      | Haute-Garonne   | banlieue     | 7,91             | 9 808 (2022)                      | 1 240              | modifier les données · modifier les données |
| Gagnac-sur-Garonne       | 31205      | Haute-Garonne   | banlieue     | 4,34             | 3 223 (2022)                      | 743                | modifier les données · modifier les données |
| Gratentour               | 31230      | Haute-Garonne   | banlieue     | 4,09             | 4 926 (2022)                      | 1 204              | modifier les données · modifier les données |
| Grisolles                | 82075      | Tarn-et-Garonne | banlieue     | 17,60            | 4 206 (2022)                      | 239                | modifier les données · modifier les données |
| Labarthe-sur-Lèze        | 31248      | Haute-Garonne   | banlieue     | 10,43            | 6 467 (2022)                      | 620                | modifier les données · modifier les données |
| Labastide-Saint-Sernin   | 31252      | Haute-Garonne   | banlieue     | 4,97             | 1 946 (2022)                      | 392                | modifier les données · modifier les données |
| Labège                   | 31254      | Haute-Garonne   | banlieue     | 7,65             | 4 316 (2022)                      | 564                | modifier les données · modifier les données |
| Lacroix-Falgarde         | 31259      | Haute-Garonne   | banlieue     | 6,09             | 2 047 (2022)                      | 336                | modifier les données · modifier les données |
| Lapeyrouse-Fossat        | 31273      | Haute-Garonne   | banlieue     | 9,49             | 2 983 (2022)                      | 314                | modifier les données · modifier les données |
| Launaguet                | 31282      | Haute-Garonne   | banlieue     | 7,02             | 9 216 (2022)                      | 1 313              | modifier les données · modifier les données |
| Léguevin                 | 31291      | Haute-Garonne   | banlieue     | 24,45            | 9 710 (2022)                      | 397                | modifier les données · modifier les données |
| Lespinasse               | 31293      | Haute-Garonne   | banlieue     | 4,24             | 3 032 (2022)                      | 715                | modifier les données · modifier les données |
| Mervilla                 | 31340      | Haute-Garonne   | banlieue     | 2,76             | 299 (2022)                        | 108                | modifier les données · modifier les données |
| Mondonville              | 31351      | Haute-Garonne   | banlieue     | 11,89            | 6 003 (2022)                      | 505                | modifier les données · modifier les données |
| Mondouzil                | 31352      | Haute-Garonne   | banlieue     | 4,09             | 213 (2022)                        | 52                 | modifier les données · modifier les données |
| Montberon                | 31364      | Haute-Garonne   | banlieue     | 6,35             | 3 121 (2022)                      | 491                | modifier les données · modifier les données |
| Montrabé                 | 31389      | Haute-Garonne   | banlieue     | 5,23             | 4 322 (2022)                      | 826                | modifier les données · modifier les données |
| Muret                    | 31395      | Haute-Garonne   | banlieue     | 57,84            | 25 653 (2022)                     | 444                | modifier les données · modifier les données |
| Péchabou                 | 31409      | Haute-Garonne   | banlieue     | 3,57             | 2 465 (2022)                      | 690                | modifier les données · modifier les données |
| Pechbonnieu              | 31410      | Haute-Garonne   | banlieue     | 7,52             | 4 792 (2022)                      | 637                | modifier les données · modifier les données |
| Pechbusque               | 31411      | Haute-Garonne   | banlieue     | 3,14             | 982 (2022)                        | 313                | modifier les données · modifier les données |
| Pibrac                   | 31417      | Haute-Garonne   | banlieue     | 25,86            | 8 828 (2022)                      | 341                | modifier les données · modifier les données |
| Pinsaguel                | 31420      | Haute-Garonne   | banlieue     | 5,20             | 2 779 (2022)                      | 534                | modifier les données · modifier les données |
| Pins-Justaret            | 31421      | Haute-Garonne   | banlieue     | 4,51             | 4 377 (2022)                      | 971                | modifier les données · modifier les données |
| Plaisance-du-Touch       | 31424      | Haute-Garonne   | banlieue     | 26,53            | 20 471 (2022)                     | 772                | modifier les données · modifier les données |
| Pompertuzat              | 31429      | Haute-Garonne   | banlieue     | 5,44             | 2 203 (2022)                      | 405                | modifier les données · modifier les données |
| Pompignan                | 82142      | Tarn-et-Garonne | banlieue     | 12,17            | 1 810 (2022)                      | 149                | modifier les données · modifier les données |
| Portet-sur-Garonne       | 31433      | Haute-Garonne   | banlieue     | 16,19            | 9 798 (2022)                      | 605                | modifier les données · modifier les données |
| Quint-Fonsegrives        | 31445      | Haute-Garonne   | banlieue     | 7,38             | 6 059 (2022)                      | 821                | modifier les données · modifier les données |
| Ramonville-Saint-Agne    | 31446      | Haute-Garonne   | banlieue     | 6,46             | 15 172 (2022)                     | 2 349              | modifier les données · modifier les données |
| Roques                   | 31458      | Haute-Garonne   | banlieue     | 9,30             | 5 295 (2022)                      | 569                | modifier les données · modifier les données |
| Roquettes                | 31460      | Haute-Garonne   | banlieue     | 3,36             | 4 292 (2022)                      | 1 277              | modifier les données · modifier les données |
| Rouffiac-Tolosan         | 31462      | Haute-Garonne   | banlieue     | 4,67             | 2 186 (2022)                      | 468                | modifier les données · modifier les données |
| Saint-Alban              | 31467      | Haute-Garonne   | banlieue     | 4,26             | 6 447 (2022)                      | 1 513              | modifier les données · modifier les données |
| Saint-Geniès-Bellevue    | 31484      | Haute-Garonne   | banlieue     | 3,78             | 2 492 (2022)                      | 659                | modifier les données · modifier les données |
| Saint-Jean               | 31488      | Haute-Garonne   | banlieue     | 5,94             | 11 239 (2022)                     | 1 892              | modifier les données · modifier les données |
| Saint-Jory               | 31490      | Haute-Garonne   | banlieue     | 19,10            | 7 996 (2022)                      | 419                | modifier les données · modifier les données |
| Saint-Loup-Cammas        | 31497      | Haute-Garonne   | banlieue     | 3,65             | 2 343 (2022)                      | 642                | modifier les données · modifier les données |
| Saint-Orens-de-Gameville | 31506      | Haute-Garonne   | banlieue     | 13,06            | 14 229 (2022)                     | 1 090              | modifier les données · modifier les données |
| Saint-Rustice            | 31515      | Haute-Garonne   | banlieue     | 2,36             | 429 (2022)                        | 182                | modifier les données · modifier les données |
| Saint-Sauveur            | 31516      | Haute-Garonne   | banlieue     | 7,04             | 2 235 (2022)                      | 317                | modifier les données · modifier les données |
| La Salvetat-Saint-Gilles | 31526      | Haute-Garonne   | banlieue     | 5,75             | 8 477 (2022)                      | 1 474              | modifier les données · modifier les données |
| Saubens                  | 31533      | Haute-Garonne   | banlieue     | 5,99             | 2 351 (2022)                      | 392                | modifier les données · modifier les données |
| Seilh                    | 31541      | Haute-Garonne   | banlieue     | 6,16             | 3 311 (2022)                      | 538                | modifier les données · modifier les données |
| Seysses                  | 31547      | Haute-Garonne   | banlieue     | 25,26            | 10 167 (2022)                     | 402                | modifier les données · modifier les données |
| Tournefeuille            | 31557      | Haute-Garonne   | banlieue     | 18,17            | 29 724 (2022)                     | 1 636              | modifier les données · modifier les données |
| L'Union                  | 31561      | Haute-Garonne   | banlieue     | 6,77             | 12 410 (2022)                     | 1 833              | modifier les données · modifier les données |
| Vacquiers                | 31563      | Haute-Garonne   | banlieue     | 19,61            | 1 440 (2022)                      | 73                 | modifier les données · modifier les données |
| Vieille-Toulouse         | 31575      | Haute-Garonne   | banlieue     | 5,53             | 1 224 (2022)                      | 221                | modifier les données · modifier les données |
| Vigoulet-Auzil           | 31578      | Haute-Garonne   | banlieue     | 3,46             | 1 021 (2022)                      | 295                | modifier les données · modifier les données |
| Villate                  | 31580      | Haute-Garonne   | banlieue     | 1,82             | 1 187 (2022)                      | 652                | modifier les données · modifier les données |
| Villeneuve-lès-Bouloc    | 31587      | Haute-Garonne   | banlieue     | 12,66            | 1 687 (2022)                      | 133                | modifier les données · modifier les données |
| Villeneuve-Tolosane      | 31588      | Haute-Garonne   | banlieue     | 5,08             | 10 704 (2022)                     | 2 107              | modifier les données · modifier les données |

## Évolution démographique
L'évolution démographique ci-dessous concerne l'unité urbaine dans sa délimitation de 2020.
| 1968    | 1975    | 1982    | 1990    | 1999    | 2006    | 2011    | 2016    | 2022      |
| ------- | ------- | ------- | ------- | ------- | ------- | ------- | ------- | --------- |
| 489 293 | 570 217 | 601 576 | 683 436 | 782 296 | 879 677 | 924 926 | 993 437 | 1 081 726 |